# Стрельба в Париже (2022)
23 декабря 2022 года трое волонтёров курдского культурного центра были убиты и ещё четверо ранены во время массовой стрельбы в 10-м округе Парижа, Франция.
Следователи сочли стрельбу актом правого терроризма. Подозреваемый признался, что руководствовался расизмом и заявил, что ему «не нравятся курды».

## Контекст
В конце XX и начале XXI веков в Париже отмечались нападения террористов исламистской, христианской, сепаратистской, крайне левой и крайне правой идеологий, а также палестинского, армянского и турецкого происхождения. Нападение произошло на фоне роста насилия со стороны правых во Франции.

## Стрельба
Массовая стрельба произошла 23 декабря 2022 года, незадолго до полудня, на улице Ангиен в 10-м округе Парижа, недалеко от Курдского культурного центра Ахмет-Кая. Нападавший, вооруженный Кольтом 45, произвел три выстрела в сторону культурного центра, убив двух человек. Затем он произвел три выстрела в направлении курдского ресторана напротив культурного центра, убив ещё одного человека. Затем он произвёл три выстрела в курдскую парикмахерскую, ранив трёх человек.
Нападавший, 69-летний мужчина, идентифицированный как Уильям Малет, был арестован в парикмахерской сотрудниками полиции из CSI 75. Его быстро опознали по удостоверению личности SNCF, найденному в его кошельке. При нём был портфель с двумя или тремя снаряжёнными магазинами и коробка с патронами 45 калибра, в которой было не менее 25 патронов.

## Жертвы
В результате стрельбы погибли три человека; глава курдского женского движения во Франции, курдский певец и политическая беженка, завсегдатай культурного центра.
Ещё трое ранены, в том числе один в критическом состоянии. Нападавший перед арестом был ранен в лицо.

## Подозреваемый
Подозреваемый, Уильям Мале, 69-летний мужчина, родившийся в Монтрей, был арестован на месте преступления. Бывший машинист поезда SNCF, он жил в 10-м округе.
В 2016 году он ударил грабителя кухонным ножом и в июне 2021 года был приговорён к двенадцати месяцам тюремного заключения. В 2017 году он был приговорён к шести месяцам лишения свободы за нелегальное хранение оружия. В 2021 году он напал с мечом на лагерь мигрантов в Берси, ранив трёх мигрантов и разрушив шесть палаток. Он находился под следствием за «расистское насилие с применением оружия». Во время слушаний у следственного судьи он делал оскорбительные высказывания расисткого толка, был освобождён 12 декабря 2022 года и помещён под судебный надзор. Несмотря на судебный приговор, он так и не был зарегистрирован в FINIADA (национальном реестре лиц, которым запрещено приобретать и хранить оружие), и в его доме не проводилось обыска.
Энтузиаст огнестрельного оружия и спортивный стрелок, он сказал, что получил Кольт 45 у друга, которого встретил в стрелковом клубе в Версале. На момент ареста у стрелка было два или три магазина с 14 патронами, а также ещё 25 патронов. Он якобы сказал, что действовал, потому что был «расистом», и во время ареста делал бессвязные замечания, говоря полиции, что «не любит курдов».
Министр внутренних дел Джеральд Дарманин заявил, что подозреваемый не был фигурантом дела, связанного с «ультраправыми», и что он «не был известен ни спецслужбам, ни Генеральному управлению внутренней безопасности». Он добавил, что подозреваемый «очевидно хотел поохотиться на иностранцев» и «действовал в одиночку».

## Последствия
После нападения прокурор Парижа Лор Бекко приказал дополнительным полицейским силам защитить курдские объекты и турецкие дипломатические учреждения.  Он также попросил президента и премьер-министра Франции разрешить курдские демонстрации.
Во время визита Дарманина на место преступления полиция столкнулась с протестующими курдами, применив против них слезоточивый газ.
Расследование умышленного убийства, насилия при отягчающих обстоятельствах и нарушения правил обращения с оружием было начато и поручено криминальной бригаде DRPJ.
24 декабря 2022 года Уильям Малет был освобождён из-под стражи и передан на психиатрическую экспертизу.